# Coppa Titano 2018-2019
La Coppa Titano 2018-2019 è stata la 61ª edizione della coppa nazionale Sanmarinese. La Fiorita era la squadra campione in carica. La squadra Tre Fiori ha vinto il trofeo per la settima volta nella sua storia.

## Formula
Dalla stagione 2018-19 non è più prevista la fase a gironi: le quindici squadre del campionato sammarinese sono state sorteggiate in un tabellone che parte dagli ottavi di finale. Le gare degli ottavi di finale, dei quarti di finale e delle semifinali sono giocate in doppio turno con gare di andata e ritorno, con eventuali tempi supplementari e calci di rigore in caso di pareggio nel doppio turno. La finale si gioca in unico turno. Tutte le squadre partecipanti entrano a partire dagli ottavi di finale, ad esclusione de La Fiorita, campione nella stagione passata.

## Ottavi di finale
| Squadra 1                         | Totale           | Squadra 2      | Andata | Ritorno |
| --------------------------------- | ---------------- | -------------- | ------ | ------- |
| 23 ottobre 2018 / 6 novembre 2018 |                  |                |        |         |
| Domagnano                         | 0 - 1            | Folgore        | 0 - 1  | 0 - 0   |
| 23 ottobre 2018 / 7 novembre 2018 |                  |                |        |         |
| Fiorentino                        | 2 - 4            | Tre Fiori      | 0 - 4  | 2 - 0   |
| 24 ottobre 2018 / 6 novembre 2018 |                  |                |        |         |
| Pennarossa                        | 3 - 5            | Cosmos         | 2 - 3  | 1 - 2   |
| San Giovanni                      | 2 - 2 (9-10 dtr) | Libertas       | 1 - 0  | 1 - 2   |
| 24 ottobre 2018 / 7 novembre 2018 |                  |                |        |         |
| Murata                            | 5 - 2            | Faetano        | 1 - 1  | 4 - 1   |
| Tre Penne                         | 8 - 3            | Juvenes/Dogana | 3 - 2  | 5 - 1   |
| Virtus                            | 0 - 4            | Cailungo       | 0 - 1  | 0 - 3   |

## Quarti di finale
| Squadra 1                          | Totale | Squadra 2 | Andata | Ritorno     |
| ---------------------------------- | ------ | --------- | ------ | ----------- |
| 4 dicembre 2018 / 16 dicembre 2018 |        |           |        |             |
| Cosmos                             | 2 - 5  | Folgore   | 2 - 0  | 0 - 5 (dts) |
| Tre Penne                          | 6 - 1  | Cailungo  | 3 - 1  | 3 - 0       |
| 5 dicembre 2018 / 16 dicembre 2018 |        |           |        |             |
| La Fiorita                         | 1 - 2  | Tre Fiori | 1 - 1  | 0 - 1       |
| Murata                             | 1 - 4  | Libertas  | 0 - 1  | 1 - 3       |

## Semifinali
| Squadra 1                      | Totale | Squadra 2 | Andata | Ritorno |
| ------------------------------ | ------ | --------- | ------ | ------- |
| 6 aprile 2019 / 14 aprile 2019 |        |           |        |         |
| Tre Penne                      | 1 - 2  | Folgore   | 0 - 0  | 1 - 2   |
| 7 aprile 2019 / 13 aprile 2019 |        |           |        |         |
| Tre Fiori                      | 4 - 1  | Libertas  | 2 - 0  | 2 - 1   |

## Finale
| Squadra 1      | Risultato | Squadra 2 |
| -------------- | --------- | --------- |
| 19 aprile 2019 |           |           |
| Folgore        | 0 - 1     | Tre Fiori |